# Ремінгтон (Огайо)
Ремінгтон (англ. Remington) — переписна місцевість (CDP) в США, в окрузі Гамільтон штату Огайо. Населення — 368 осіб (2020).

## Географія
Ремінгтон розташований за координатами 39°13′53″ пн. ш. 84°19′10″ зх. д. / 39.23139° пн. ш. 84.31944° зх. д. (39.231515, -84.319524).  За даними Бюро перепису населення США в 2010 році переписна місцевість мала площу 0,56 км², з яких 0,55 км² — суходіл та 0,01 км² — водойми.

## Демографія
Згідно з переписом 2010 року, у переписній місцевості мешкало 328 осіб у 128 домогосподарствах у складі 95 родин. Густота населення становила 591 особа/км².  Було 139 помешкань (250/км²).
Расовий склад населення:
| - 86,0 % — білих - 11,0 % — азіатів - 0,9 % — чорних або афроамериканців - 0,3 % — корінних американців |

До двох чи більше рас належало 1,5 %. Частка іспаномовних становила 0,6 % від усіх жителів.
За віковим діапазоном населення розподілялося таким чином: 24,7 % — особи молодші 18 років, 59,8 % — особи у віці 18—64 років, 15,5 % — особи у віці 65 років та старші. Медіана віку мешканця становила 45,1 року. На 100 осіб жіночої статі у переписній місцевості припадало 108,9 чоловіків;  на 100 жінок у віці від 18 років та старших — 97,6 чоловіків також старших 18 років.
Цивільне працевлаштоване населення становило 83 особи. Основні галузі зайнятості: освіта, охорона здоров'я та соціальна допомога — 42,2 %, фінанси, страхування та нерухомість — 21,7 %, роздрібна торгівля — 18,1 %, науковці, спеціалісти, менеджери — 18,1 %.